# Robot 330
Robot 330 var namnet på en förstudie till en svensk kärnvapenbärande robot.

## Historik
I juni 1957 fick Saab AB i uppdrag av Flygförvaltningen att utveckla en robot för att angripa sovjetiska utskeppningshamnar och andra anläggningar i Baltikum. Detta var i linje med den då rådande svenska doktrinen att stoppa ett invasionsförsök redan i hamn och att prioritera robotar över flygplan efter den doktrin som deklarerats av Duncan Sandys. Robot 330 var tänkt som vapenbärande robot för det svenska kärnvapenprogrammet.
Robot 330 var en tvåstegskonstruktion. Det första steget (längd 4,1 m, vikt 1 500 kg) hade en krutraketmotor, det andra (längd 7,6 m, vikt 2 825 kg) två ramjetmotorer. Starten skedde från en kombinerad transportvagn/startramp.
Roboten skulle flyga an mot målet på hög höjd (23–24 km) och med mycket hög fart (M3,6), för att i slutfasen störtdyka och sedan detonera laddningen på verkningsfull höjd. Robotens höga prestanda skulle göra den omöjlig att bekämpa med dåtidens luftvärn. Konstruktionsmaterialet var huvudsakligen stål, med en nos av magnesiumlegering. Friktionsvärmen orsakad av den höga farten gjorde ett kylsystem nödvändigt. Det byggde på att vätska förångades och avdunstade.
Navigationen skedde med hjälp av gyron, men på de aktuella flygavstånden gav de ett avståndsfel på 2–3 km vilket var för dåligt även med en kärnladdning. Navigationen skulle därför stöttas med radio, möjligen ett långvågssystem påminnande om Decca Navigator. Roboten kunde endast användas mot fasta mål vars position måste vara känd på förhand med hög noggrannhet. Lantmäteriverket hade utfört karteringsuppdrag i Baltikum i början av 1900-talet, så för de tilltänkta målen var detta krav uppfyllt. Roboten skulle styras av Sveriges första transistoriserade dator, Sank ("Saabs automatiska navigeringskalkylator"). Efter projektets slut försökte man utan framgång sälja den civilt under namnet Datasaab D2. D2 utgjorde dock grunden för Datasaabs senare produkter, däribland Viggens dator CK 37.
Från FOA lämnade man uppgifter till Saab om storlek och vikt (300 kg) på tänkt kärnladdning som underlag för projektering.
Konstruktionsarbetet omfattade förutom ritningar och beräkningar även vindtunnelprov och datorsimuleringar.
Projektet lades ned 1959 av kostnadsskäl, utvecklingskostnaden beräknades till 50 miljoner kronor. Det var också tveksamt om roboten över huvud taget skulle kunna användas för att hindra en överskeppning. Sverige skulle knappast varit först med att använda kärnvapen, av rädsla för vedergällning mot svenska städer. Sovjet behövde därför bara avhålla sig från kärnvapeninsats mot Sverige tills invasionsflottan lämnat hamn för att robotarna skulle sakna mål. Istället konstruerades AJ 37 Viggen för att kunna bära kärnvapen. Varianter på Robot 330 fortsatte att studeras en bit in på 1960-talet, bland annat en spaningsvariant. Stormakterna utvecklade under 1960-talet Spaningsrobotar med liknande höjd- och fartprestanda.

## Liknande robotar
- SM-64 Navaho (USA)